# Вулкан (планета)
Вулкан — гипотетическая малая планета, орбита которой предполагалась расположенной между Меркурием и Солнцем.

## История
В середине XIX века были проведены точные наблюдения движения Меркурия, и оказалось, что смещение перигелия этой планеты невозможно объяснить при помощи классической небесной механики. Французский астроном и математик Урбен Леверье предположил, что это результат влияния неизвестной планеты, расположенной между Меркурием и Солнцем. По предложению физика Жака Бабинэ гипотетической планете дали имя «Вулкан».
По правилу Тициуса — Боде (при {\displaystyle D_{i}=-3}) Вулкан вполне возможен, и радиус его орбиты равен 0,1 а.е. Хотя, как показывает пример Фаэтона / пояса астероидов, на этой орбите вполне могут оказаться всего лишь обломки («вулканоиды»).
В 1859 году Леверье получил письмо от астронома-любителя Лескарбо, который сообщал, что 25 марта наблюдал круглое темное пятно, похожее на планету, движущееся по диску Солнца. Леверье сразу же поехал к Лескарбо, чтобы лично расспросить его об обнаруженном небесном теле. В дополнение к данным Лескарбо, Леверье отобрал результаты ещё пяти других наблюдений, которые, по его мнению, не могли быть причислены к случаям прохождения Меркурия или Венеры по диску Солнца. На основании этих шести случаев наблюдений он рассчитал в 1859 году орбиту планеты-невидимки, которую и назвал Вулканом.
В 1877 году Леверье умер, так и не дождавшись открытия Вулкана, в существование которого верил до конца жизни. Далее во время затмения 29 июля 1878 года планету-призрак наблюдало сразу несколько астрономов. Профессор астрономии Мичиганского университета Джеймс Уотсон заявил, что наблюдал целых две планеты внутри орбиты Меркурия. Другой астроном, Льюис Свифт, открывший комету, названную его именем, тоже заявил, что видел светящийся объект, похожий на планету. Однако оказалось, что вычисленные по этим наблюдениям орбиты не совпадали ни друг с другом, ни с орбитой, вычисленной некогда Леверье. Такие результаты наблюдений не могли быть серьёзно восприняты в научном сообществе.
Несмотря на многолетние поиски, обнаружить эту планету так и не удалось. Были опубликованы несколько сообщений о наблюдениях Вулкана, но эти наблюдения, как правило, не согласовывались ни друг с другом, ни с расчётами Леверье, а другим астрономам не удавалось их подтвердить. В начале XX века поведение Меркурия было полностью объяснено общей теорией относительности Эйнштейна без введения дополнительных небесных тел.
Поскольку планеты Вулкан не существует и это имя вакантно, появилось предложение назвать «Вулканом» открытый в 2012 году спутник Плутона. Однако этот вариант был отвергнут, поскольку мифологический Вулкан не имел прямого отношения к царству мёртвых бога Плутона, и спутник был назван Стиксом.